# アメリカPAC
アメリカPACとは、イーロン・マスクが著名なハイテク実業家数名の支援を受けて設立した特別政治行動委員会（スーパーPAC）である。ドナルド・トランプの2024年大統領選挙運動を支援した。

## 歴史
アメリカPACは、2024年アメリカ合衆国大統領選挙中のドナルド・トランプ陣営を支援するために設立された。支援者には、イーロン・マスク、ダグラス・レオン、パランティア・テクノロジーズ共同設立者のジョー・ロンズデール、タイラー・ウィンクルボス、キャメロン・ウィンクルボス、ケン・ハウリー、セコイア・キャピタルのショーン・マグワイア、スペースX取締役のアントニオ・グラシアスなどが含まれる。
マスクはジョーダン・ピーターソンとのインタビューで、「アメリカPAC」と呼ばれる「PACまたはスーパーPAC、あるいは何と呼んでもいいが」を「設立した」と述べた。マスクは、PACに毎月4,500万ドルを拠出することを約束したと報じられた。しかし、マスクはその後、毎月4,500万ドルの拠出は行われておらず、報道機関が彼の意図を誤って伝えていると述べた。彼はさらに、アメリカPACに寄付はするが、金額ははるかに少ないものの未定であると明言した。
2024年シーズンの終盤、トランプ陣営は激戦州での地上での選挙運動の大部分をアメリカPACに委託した。10月には、マスクはXのハンドル名@Americaを押収しグループの宣伝を行った。

## リーダーシップ
2024年7月の一連の移行を経て、ベテラン政治戦略家のフィル・コックス、ジェネラ・ペック、デイブ・レックスロードが組織の指導的立場に就いた。

## 活動
この団体は有権者情報の収集活動に従事している。これらの活動は激戦州の有権者を対象としており、ドナルド・トランプ暗殺未遂事件を特集した挑発的なインターネット広告なども含まれている。広告はアリゾナ州、ミシガン州、ジョージア州、ノースカロライナ州、ネバダ州、ペンシルベニア州、ウィスコンシン州の有権者を対象としている。これらの活動は、これらの州の規制当局や他の団体から精査を受けている。
この団体は、2024年の選挙に向けて激戦州で80万人の新規有権者を登録するという目標を設定している。
アメリカPACは、激戦州で戸別訪問業者を雇用している。Blitz Canvassing LLCは、アリゾナ州、ノースカロライナ州、ミシガン州、ネバダ州で活動する契約を結んでいる。以前はアリゾナ州とネバダ州でSeptember Groupと契約していたが、2024年9月にこれらの契約をキャンセルした。Blitz Canvassing LLCはGP3の子会社であり、GP3はアメリカPACを運営しているのと同じ政治戦略家によって所有されているため、トランプ陣営内からも批判の声が上がっている。Patriot Grassroots LLCは、ジョージア州とペンシルベニア州での活動のために雇用されている。Synapse Groupは、ウィスコンシン州での活動のために雇用されている。アメリカPACは、7つすべての激戦州で戸別訪問員を雇用した唯一のトランプ陣営関連団体である。